# Gotham au XIXe siècle

Gotham au XIXe siècle (A Tale Of The Batman: Gotham by Gaslight) est une bande dessinée éditée par DC Comics, un one-shot écrit par Brian Augustyn, dessiné par Mike Mignola et encré par Philip Craig Russell, sorti en novembre 1989.
Le récit présente une version de Bruce Wayne du XIXe siècle qui fait ses débuts en tant que Batman alors que Jack l’Éventreur arrive à Gotham City.
Bien qu'il ne portait pas le label au moment de sa sortie, Gotham by Gaslight est considéré comme le tout premier des Elseworlds dans lesquels les personnages de DC Comics sont présentés dans des réalités ou lignes temporelles alternatives, en dehors de la continuité de l'Univers DC. C'est lors des réimpressions du titre que le logo du label fut ajouté. Le récit eu une suite, Batman: Master of the Future en 1991, également écrite par Brian Augustyn mais dessinée par Eduardo Barreto.
La première édition française est sortie dès avril 1990, sous le titre Appelez-moi Jack ! chez l'éditeur Comics USA. Sa suite, Le Maître du futur (Master of the Future) fut proposée en complément lors de la réédition de Panini Comics en 2009, Gotham au XIXe siècle.
L'histoire a été adaptée en film d'animation en 2018.

## Synopsis

### Appelez-moi Jack!
XIXe siècle. Bruce Wayne, un jeune aristocrate revient d'un séjour à Londres. Il fait le voyage avec son oncle Jake qui quitte Londres pour des raisons obscures. À Gotham, Bruce Wayne prend l'apparence de Batman pour combattre la pègre et devra résoudre une série de meurtres sanguinaires qui frappe les prostituées de la ville…

### Le Maître du futur
Un fou veut empêcher l'Exposition Universelle de se tenir à Gotham City.

## Personnages
- Batman
- James Gordon
- Jack l'Éventreur
- Sigmund Freud
- Double-Face
- Alfred Pennyworth

## Réception critique
IGN Comics a classé Gotham by Gaslight 12e sur sa liste des 27 plus grands romans graphiques sur Batman.

## Série dérivée
À la suite des évènements d'Identity Crisis, Atom (Ray Palmer) disparaît lors de l'année manquante des séries DC (One Year Later (en)). Dans la série faisant suite à 52, Countdown to Final Crisis, Ray Palmer est un personnage clé des évènements se déroulant dans l'Univers DC. Sa recherche commence dans l'Univers Wildstorm et continue dans les 52 nouveaux mondes créés lors d'Infinite Crisis.
Une série de 6 one-shots accompagne la série principale. Le premier de ceux-ci est appelé Countdown Presents: The Search for Ray Palmer: Gotham by Gaslight (novembre 2007) et a été écrit par l'auteur original de Gotham by Gaslight, Brian Augustyn. Le récit y voit Jason Todd, Donna Troy et Kyle Rayner (les trois derniers habitants de "New Earth") traverser le multivers à la recherche des autres versions de Ray Palmer. Le groupe arrive sur Terre-19, la Terre où se trouve le Batman du XIXe siècle, ils y rencontreront également les versions de Blue Beetle et de Man-Bat de ce monde avant de repartir. Leur recherche va les entraîner vers des mondes habités par les personnages d'autres Elseworlds comme ceux de la trilogie Batman & Dracula (Terre-43) et Superman: Red Son (Terre-30). 

## Autour de l'album
- Ce fut l'un des premiers albums traduits de l'auteur Mike Mignola avec l'adaptation du Dracula de Francis Ford Coppola en comics bien avant Hellboy.

## Éditions

### En anglais
- Batman : Gotham by Gaslight, DC Comics, 1989Première publication en anglais.
- Batman : Master of the Future, DC Comics, 1991Première publication en anglais.

### En français
- Mike Mignola, Appelez-moi Jack !, Comics USA, coll. « Super Héros », 1990, 48 p. (ISBN 2-87695-116-9)Première publication en français dans le 38e album de la collection.
- Mike Mignola, Sanctuaire, Rackham, 2004, 74 p. (ISBN 978-2-87827-067-9)Réédition en version noir et blanc. La suite Le Maître du Futur est absente, mais le récit est accompagné d'une autre histoire de Mignola : Batman: Legends of the Dark Knight n°54 (Sanctum, 1989)
- Mike Mignola (trad. de l'anglais), Gotham au XIXe siècle, Saint-Laurent-du-Var, Panini Comics, 2009, 110 p. (ISBN 978-2-8094-0766-2)Réédition avec le récit Le Maître du futur.
- Mike Mignola, Batman : Gotham by Gaslight, Urban Comics, 2018, 120 p. (ISBN 979-10-268-1465-8)Intégrale des deux récits accompagnée du DVD du film d'animation.

## Dans les autres médias

### Film
L'adaptation animée de Batman: Gotham by Gaslight sort en 2018. Dans ce film, Batman est doublé par Bruce Greenwood (VF: Emmanuel Jacomy) et Selina Kyle par Jennifer Carpenter (VF: Françoise Cadol). L'adaptation diffère de la bande dessinée originale, et inclut des éléments des deux livres.

### Documentation
- (en) Charles Coletta, « Gotham by gaslight », dans M. Keith Booker (dir.), Encyclopedia of Comic Books and Graphic Novels, Santa Barbara, Grenwood, 2010, xxii-xix-763 (ISBN 9780313357466), p. 261-263.